# Batalha de Chojnice

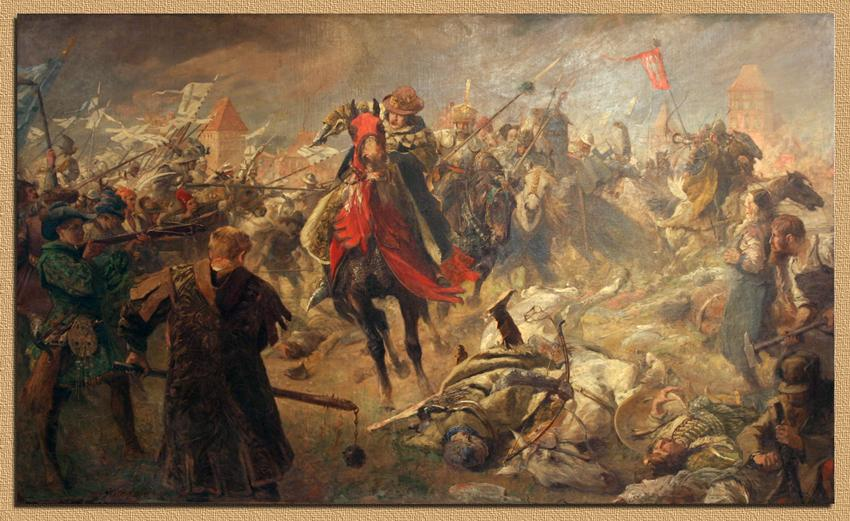
Parte da Guerra dos Treze Anos

A Batalha de Chojnice (ou Batalha de Konitz) ocorreu em 18 de setembro de 1454 perto da cidade de Chojnice, entre a Polônia e os Cavaleiros Teutônicos durante a Guerra dos Treze Anos. A batalha foi vencida pelos Cavaleiros Teutônicos.

## Antecedentes
O exército teutônico tinha cerca de 9 000 cavaleiros e 6 000 infantaria sob o comando de Bernhard von Zinnenberg. O exército polonês tinha 16 000 cavaleiros, alguns milhares de servos (que podiam e geralmente eram usados em batalhas), algumas centenas de infantaria, além de 500 mercenários e burgueses de Gdansk e 2.000 mercenários contratados pela Confederação Prussiana, todos sob o comando do rei Casimiro IV, aconselhado pelo chanceler Jan Koniecpolski e Piotr de Szczekociny.
Os comandantes poloneses contavam que a batalha fosse vencida pela cavalaria pesada polonesa, não se importando muito nem com a artilharia nem com a infantaria. Eles não tinham pensado que seus oponentes poderiam mudar sua estratégia tradicional, ou que os soldados teutônicos sitiados em Chojnice poderiam ser qualquer coisa mais do que espectadores. Bernard von Zinnenberg, no entanto, havia planejado um tipo totalmente diferente de batalha

## Batalha
No início tudo correu como esperado, seguindo o padrão de muitas outras batalhas entre os poloneses e os Cavaleiros Teutônicos. A cavalaria polonesa avançou, quebrando as linhas teutônicas, matando o duque Rodolfo de Sagan e até capturando Bernhard von Zinnenberg. A cavalaria teutônica tentou romper as linhas polonesas e escapar para Chojnice; no entanto, a infantaria agrupada no Wagenburg Teutônico rompeu com a tradição e ofereceu uma defesa muito boa contra as tropas montadas.
Em seguida, uma súbita mobilização de Chojnice nas costas do exército polonês causou pânico. Bernhard von Zinnenberg conseguiu libertar-se e organizou a perseguição; centenas de poloneses, incluindo Piotr de Szczekociny, foram mortos durante a derrota ou morreram afogados em pântanos próximos. O rei polonês lutou com grande coragem pessoal e seus cavaleiros tiveram que forçá-lo a deixar o campo de batalha.

## Consequências
A derrota polonesa foi completa. 3 000 corpos foram deixados no campo de batalha, 300 cavaleiros foram capturados pelos Cavaleiros Teutônicos, incluindo três comandantes principais: Mikolaj Szarlejski, Łukasz Górka e Vojtěch Kostka de Postupice. Os Cavaleiros Teutônicos perderam apenas cerca de 100 homens. Bernhard von Zinnenberg, no entanto, era formalmente um prisioneiro polonês, já que ele deu uma palavra de cavaleiro.

## Referencias
1. 1 2 3 4 5 6  Czaja, Roman; Kozieł, Zenon (2013). The Historical Atlas of Polish Towns: Chojnice (PDF). Toruń, Poland: Nicolaus Copernicus University Press. 16 páginas
2. 1 2 3 4 5  Jacek Knopek, Bogdan Kuffel: Bitwa pod Chojnicami 18 IX 1454 r. w tradycji historycznej i regionalnej. Chojnice: Biblioteka Chojnicka, 2004.